# Gurguèn Dalibaltaian
Gurguèn Dalibaltaian —Գուրգեն Դալիբալթայան en armeni — (Ninotsminda, 5 de juny de 1926-Erevan, 1 de setembre de 2015) va ser un comandant militar armeni. Era el cap de l'Estat Major General de les Forces Armades durant la batalla de Shusha (a la Guerra d'Alt Karabakh) en 1992 per apoderar-se d'aquesta ciutat en el Caucas, sovint anomenada el matrimoni a les terres altes pels armenis. Se li atribueix l'elaboració d'una estratègia d'assalt a la ciutat fortificada de Shusha utilitzant atacs de diversió contra llogarets adjacents per treure als defensors de la baixa, mentre que els "Komandos" Arkady Ter-Tatevosyan envoltaven la ciutat i impedien que arribessin reforços. La seva estratègia és generalment considerada impossible, o almenys poc plausible, ja que va ser superat en nombre al principi. Estrategues militars generals suggereixen una força tres vegades superior a la del defensor per assaltar amb èxit i guanyar. Es va amb Xuixanik Dalibaltaian (nascuda Khatxatrian). Tenen dos fills, una filla, Varduhi (nascuda el 1952), i un fill, Varazdat (nascut el 1954). Dalibaltaian era ciutadà honorari d'Erevan.

## Joventut
Dalibaltaian va néixer al poble armeni de Bogdanovka (actual Ninotsminda, Samtskhe-Javakheti, Geòrgia), prop de la frontera amb Armènia. Va assistir a l'escola secundària de Gorelovka de 1934 fins a 1944. Després de graduar-se, va passar tres anys a l'Escola d'Infanteria de Tbilissi. Dalibaltaian es va allistar després a l'exèrcit soviètic.

## Exèrcit soviètic
Dalibaltaian va ocupar diversos llocs al comandament en Catedral d'Edjmiatsín, Erevan, Perekeshkul, Prishib, Kirovabad, Abakan i Rostov del Don durant el seu servei en les Forces Armades soviètiques. Va ser comandant de la divisió d'infanteria 242 del Districte Militar de Sibèria des de 1969 fins a 1975. Fora de l'URSS, va ser sotscap de l'Estat Major des de 1975 fins a 1980 per al Grup Sud de Forces en Budapest. També va participar en els cursos acadèmics més alts per als comandants de l'Acadèmia Militar de l'Estat Major General de les Forces Armades de l'URSS (ara Rússia) en 1976 i 1978. Dalibaltaian va arribar a ocupar el seu càrrec final a partir de 1987 com a Comandant Adjunt del districte militar Caucas del Nord d'entrenament de combat en Rostov-na-Donu. En 1991, va abandonar les Forces Armades soviètiques abans de la caiguda de la Unió Soviètica, després de 40 anys de servei.

## Exèrcit armeni
Les Forces Armades d'Armènia, el país d'origen per Dalibaltaian, el van acollir al cap de poc en les seves files. Dalibaltaian va ser nomenat Cap d'Estat Major de la Comissió de Defensa del Consell de Ministres d'Armènia en 1991. En el mateix any, havia estat ascendit a cap de l'Estat Major General de les Forces Armades armènies i també va arribar a ser el primer viceministre de Defensa d'Armènia. Durant aquest període va organitzar l'exèrcit armeni, mostrant la seva experiència, capacitat militar i lideratge entre els militars de menor rang. Dalibaltaian va ser un dels caps de l'Exèrcit armeni durant la guerra d'Alt Karabakh.
Era el comandant de les forces armènies de la Batalla de Shusha, amb l'assistència d'Arkady Ter-Tadevosyan. Tots els factors militars estaven a favor de l'exèrcit Azerbaitjan. Els àzeris tenien avantatge en termes de quantitat i qualitat dels equips militars. Disposaven de superioritat numèrica i també es trobaven en terreny elevat. A causa de la posició estratègica de Shusha, la ciutat podia ser fàcilment defensada. Per tant, un atac directe per les forces armènies no era una opció viable per Dalibaltaian. D'acord amb les pràctiques militars, perquè l'operació tingués èxit els armenis havien de superar almenys 3-4 vegades en nombre als azeris (més encara quan s'ataca a una elevació). En canvi, Dalibaltaian i Ter-Tadevosyan van idear junts l'estratègia de llançar diversos atacs de diversió contra els pobles adjacents per fer que sortissin els defensors de Shusha, mentre que les forces armènies anirien a envoltar-la. Mentrestant, se li va tallar a la ciutat de més reforços. La conquesta va ser un èxit i va demostrar ser un punt d'inflexió en la guerra a favor d'Armènia. La data en què Shusha va ser ocupada, el 9 de maig de 1992, se celebra com a Dia de la Victòria a Armènia, que coincideix casualment amb el final de la Gran Guerra Pàtria (o Segona Guerra Mundial).
Després de la guerra, va treballar com a assessor del President d'Armènia i va ser inspector cap militar de 1993 a 2007. A partir de 2007, era l'assessor Principal del Ministre de Defensa.

## Defunció
Gurguèn Dalibaltaian va morir a la ciutat d'Erevan l'1 de setembre de 2015. Les causes de la seva defunció no es van donar a conèixer; una comissió encapçalada pel Ministre de Defensa, Seyran Ohanyan, es va formar per a organitzar un funeral militar en el seu honor.

## Condecoracions
- Orde de la Bandera Roja
- Orde de l'Estrella Roja
- Orde de Servei a la Pàtria en les Forces Armades de l'URSS, tercera classe
- Orde de la Creu de Combat, primer grau (1998)
- Medalla Pels serveis a la Pàtria
- Medalla Per Serveis Distingits, primer grau
- Medalla Per Servei Distingit, segon grau
- Orde de Nerses el Compassiu
- Orde de la Creu de Combat, primer grau (2000)